# Dankerode
Dankerode is een plaats en voormalige gemeente in de Duitse deelstaat Saksen-Anhalt, en maakt deel uit van de Landkreis Harz.
Dankerode telt 809 inwoners. Het percentage van werkloosheid ligt in Dankerode op 50%.